# 烏爾克·帕爾多
烏爾克·帕爾多（西班牙語：Urko Pardo；1983年1月28日—）是一位比利时足球運動員。在場上的位置是守門員。他現在效力於塞浦路斯足球甲級聯賽球隊尼古西亞希臘人競技足球俱樂部。之前他曾效力於希臘球隊奧林匹亞科斯。